# Jean-Baptiste Loeillet van Londen
Jean-Baptiste Loeillet van Londen (Gent, 16 november 1680 - Londen, 19 juli 1730), ook gekend als John Loeillet, was een Zuid-Nederlandse barokcomponist en muzikant die speelde op blokfluit, dwarsfluit, hobo en klavecimbel.
Hij behoorde tot een bekende Gentse muzikantenfamilie en studeerde in Gent en Parijs vooraleer naar Londen te trekken. Rond 1705 werd hij er hoboïst aan het Queen's Theatre (Haymarket). In 1707 ging hij over naar de opera en rond 1710 werd hij muziekleraar. Hij verkreeg er als leraar en salonvirtuoos een grote naam. In zijn huis te Londen organiseerde hij concerten, waarop o.a. Corelli's concerti grossi hun première beleefden.
Loeillet liet voornamelijk kamermuziek na, waarin de fluit, de hobo en het klavecimbel een grote rol spelen.
Jean-Baptiste Loeillet voegde van Londen toe aan zijn familienaam om de verwarring die ontstond met zijn gelijknamige neef Jean-Baptiste Loeillet van Gent zo veel mogelijk te vermijden. Sommige van zijn werken zijn gepubliceerd onder de naam John Loeillet.
- Bibsys: 99020850
- Biblioteca Nacional de España: XX1122009
- Bibliothèque nationale de France: cb147915937 (data)
- Gemeinsame Normdatei: 103774971
- International Standard Name Identifier: 0000 0000 8391 7180
- Library of Congress Control Number: n80149480
- Nationale Bibliotheek van Letland: 000235301
- MusicBrainz: c429b82f-c6ad-46b1-adad-59978cb8df43
- Nationale Bibliotheek van Tsjechië: xx0098998
- Nationale bibliotheek van Australië: 35315027
- Nationale Bibliotheek van Israël: 987007282988305171
- Nationale en Universitaire bibliotheek Zagreb: 000720138
- Nederlandse Thesaurus van Auteursnamen: 073777617
- Réseau des bibliothèques de Suisse occidentale: 02-A000106443
- Istituto Centrale per il Catalogo Unico: TO0V596319
- Système universitaire de documentation: 071364676
- Trove: 908590
- Virtual International Authority File: 69194312
- WorldCat: E39PBJhCCH8qPFbmyvGBDMJYyd